# بارب باله پرده‌ای
بارب باله پرده‌ای یک ماهی کوچک (~2.5 اینچ TL) از خانواده کپورماهیان است که بومی منطقه آسام، هند است. در تجارت آکواریوم با نام بارب نئون باله بالا فروخته می شود.
آنها کاملاً متعلق و ساکن آب شیرین هستند و در خندق ها، برکه ها و نهرها یافت می شوند.

## مراجع
1. ↑  Ng, H.H. (2010). "Oreichthys crenuchoides". IUCN Red List of Threatened Species. IUCN. 2010: e.T174500A7080304. doi:10.2305/IUCN.UK.2010-4.RLTS.T174500A7080304.en. Retrieved 13 November 2021.
2. ↑  Froese, Rainer, and Daniel Pauly, eds. (2014). "{{{1}}} {{{2}}}" in FishBase. April 2014 version.